# ニュー・トリックス〜退職デカの事件簿〜
『ニュー・トリックス〜退職デカの事件簿〜』（ニュートリックス たいしょくデカのじけんぼ、New Tricks）は、イギリス・BBC制作の刑事ドラマ。2003年に始まり、2015年まで12シーズンまで放送された。20カ国で視聴されており、日本では2010年4月よりチャンネル銀河にて放送開始。

## 作品概要

### 内容
ロンドン警視庁の女性警視サンドラは、未解決事件捜査専門の新設部署ユーコス（UCOS）を率いることになる。チームのメンバーは皆退職した元刑事。個性的なメンバーがそれぞれの持ち味を生かし、次々と難事件を解決していく。

### タイトルの由来
英語のことわざ"you can't teach an old dog new tricks"（老犬に新しい技は教えられない、の意）からとられた。ことわざの示す通り、メンバーは自分たちの現役時代の捜査方法を貫いて事件にあたる。

## 登場人物
- サンドラ・プルマン（アマンダ・レッドマン）2003-2013

将来を嘱望されていたエリート警察官だったが、とある事件で致命的なミスを犯し、半ば左遷という形でUCOSに移動してくる。猪突猛進型のガンガン攻め込むタイプの刑事で、一癖も二癖もある退職警官達に当初は戸惑いを隠せなかったが次第に溶け込み、今では様々な難事件を解決に導いている。金髪に豊満なプロポーションを持つ美女であり、ドレスアップした際はジャックが「You are so beautiful！」という褒め言葉をかけている。なお、演じるアマンダは幼少期に左腕に重度の火傷を負い現在でも傷跡が残っているが、その傷跡を隠すことなくドラマ内でも肩まで露出したドレスを着用している。
- ジャック・ハルフォード（ジェームズ・ボラン（英語版））2003-2012

在職時の階級は警視正でサンドラの上司だった。3人の中では一番の年配で、良識あるイギリス紳士タイプ。複数回の表彰経験があり、女王陛下から勲章も受けた名刑事。職場ではスーツをかっちりと着込んでいる。礼儀正しく落ち着いたたたずまいだが、お堅いだけではないユーモアもある人柄。最愛の妻を交通事故で亡くし一戸建てに独り住まい、自邸の庭で妻に話しかけるような描写が多々見られる。
- ブライアン・レイン（アラン・アームストロング）2003-2013

在職時の階級は警部補。元アル中でうつ病傾向にあり抗うつ薬の服用が欠かせない。自転車通勤をしており、職場での服装はセーターにジーンズといったラフスタイル。「メモリーレイン」と渾名をつけられるほどの超人的な記憶力の持ち主でパソコンオタク。こだわりの強い偏屈人間だが、細かい所にまでよく気がつき、ブライアンの気付きが事件解決に結びつくことも多い。エスターという妻と一緒に暮らしているが、偏屈な性格故に彼女から窘められたり呆れられる場面も多い。
- ジェリー・スタンディング（デニス・ウォーターマン）2003-2015

在職時の階級は巡査部長。バツ3で子供が3人、孫もいるのだが、女好きでまだまだ色気満々な悪オジ。スーツにカラーシャツや派手なネクタイを合わせる事が多い。カッとなりやすく時に暴走したり、独断捜査をする面もあるが刑事としての勘は鋭い。離婚した元妻や子供達とは良好な関係を築いており、元妻同士も仲が良い。アメリアという娘、ケイトリンという警官志望でサンドラに憧れている娘がいる。なお、デニス・ウォーターマンは本作の主題歌の歌唱も担当した他、実生活でもバツ3である。
- サーシャ・ミラー (タムジン・オウスウェイト（英語版）) 2013-2015

サンドラ・プルマンの後釜として参加。UCOSの管理者となる。登場1話目で、夫の浮気が発覚し、離婚する。
- スティーブ・マッカンデュー (デニス・ローソン) 2013-2015

ジャック・ハルフォードの後釜として参加。バツ1。
- ダニー・グリフィン (ニコラス・リンドハースト（英語版）) 2013-2015

ブライアン・レインの後釜として参加。ブライアン・レインの推薦で参加。記憶の持ち主。精神科に入院している妻と、車椅子生活の大学生の娘がいる。
- テッド・ケイス (ラリー・ラム（英語版）) 2015

ジェリー・スタンディングの後釜として参加。ゲイの設定。
- ロバート・ストリックランド (アンソニー・カリフ（英語版）) 2004-2015

サンドラ・プルマン、サーシャ・ミラーの上司。第2シーズンから参加。11シーズン目の最終話で、55歳で子供ができたと報告している。

## 各話タイトル
※第2シーズンまではオリジナルに原題はつけられておらず、単にナンバリングのみ。タイトル（邦題）はチャンネル銀河オリジナルである。

### パイロット
| 話数       | 邦題       | 監督             | 脚本         | 初放送日（本国） |
| ---------- | ---------- | ---------------- | ------------ | ---------------- |
| パイロット | 冤罪の裏側 | Graham Theakston | Roy Mitchell | 2003年3月27日    |

### 第1シーズン
| 話数  | 邦題         | 監督        | 脚本         | 初放送日（本国） |
| ----- | ------------ | ----------- | ------------ | ---------------- |
| 第1話 | 闇からの凶弾 | Paul Seed   | Simon Block  | 2004年4月1日     |
| 第2話 | 贋作の報酬   | Jamie Payne | Nick Fisher  | 2004年4月8日     |
| 第3話 | 青春の影     | Jamie Payne | Roy Mitchell | 2004年4月15日    |
| 第4話 | 名門の挫折   | Paul Seed   | Roy Mitchell | 2004年4月22日    |
| 第5話 | 失踪の果て   | Jon East    | Alison Hume  | 2004年4月29日    |
| 第6話 | 天からの声   | Jon East    | Simon Block  | 2004年5月6日     |

### 第2シーズン
| 話数  | 邦題             | 監督             | 脚本                        | 初放送日（本国） |
| ----- | ---------------- | ---------------- | --------------------------- | ---------------- |
| 第1話 | 二つの顔を持つ男 | Jon East         | Roy Mitchell                | 2005年5月9日     |
| 第2話 | 眠れる花嫁       | Juliet May       | Roy Mitchell                | 2005年5月16日    |
| 第3話 | 誘拐の深層       | Martyn Friend    | Howard Overman              | 2005年5月23日    |
| 第4話 | セレブの誤算     | Graham Theakston | Nick Fisher                 | 2005年5月30日    |
| 第5話 | 汚れたダイヤ     | Martyn Friend    | Karen McLachlan             | 2005年6月6日     |
| 第6話 | 無謀なる賭け     | Juliet May       | Danny Miller & Roy Mitchell | 2005年6月13日    |
| 第7話 | 呪われた湖       | Jon East         | Nick Fisher                 | 2005年6月20日    |
| 第8話 | 森の中の惨劇     | Graham Theakston | Roy Mitchell                | 2005年6月27日    |

### 第3シーズン
| 話数  | 邦題               | 原題            | 監督            | 脚本                               | 初放送日（本国） |
| ----- | ------------------ | --------------- | --------------- | ---------------------------------- | ---------------- |
| 第1話 | 淑女の楽しみ       | Lady's Pleasure | Rob Evans       | Lisa Holdsworth                    | 2006年4月17日    |
| 第2話 | カリスマ活動家の死 | Dockers         | Rob Evans       | John Martin Johnson & J.C. Wilsher | 2006年4月24日    |
| 第3話 | 悲しき老犬         | Old Dogs        | Juliet May      | Steve Coombes                      | 2006年5月1日     |
| 第4話 | 招かれざる男       | Diamond Geezers | Juliet May      | J.C. Wilsher                       | 2006年5月8日     |
| 第5話 | 魔法使いの呪い     | Wicca Work      | Roberto Bangura | Roy Mitchell                       | 2006年5月15日    |
| 第6話 | 消えた銀行強盗     | Bank Robbery    | Roberto Bangura | Jacquetta May                      | 2006年5月22日    |
| 第7話 | アイスクリーム戦争 | Ice Cream Wars  | Rob Evans       | Lisa Holdsworth                    | 2006年5月29日    |
| 第8話 | 甦る過去           | Congratulations | Rob Evans       | Roy Mitchell                       | 2006年6月5日     |

### 第4シーズン
| 話数  | 邦題           | 原題               | 監督               | 脚本            | 初放送日（本国） |
| ----- | -------------- | ------------------ | ------------------ | --------------- | ---------------- |
| 第1話 | 癒えない傷     | Casualty           | Rob Evans          | Roy Mitchell    | 2007年4月9日     |
| 第2話 | 神を待つ家     | God's Waiting Room | Sydney Macartney   | Richard Zajdlic | 2007年4月16日    |
| 第3話 | 湖に沈んだ欲望 | Ducking and Diving | Rob Evans          | J.C. Wilsher    | 2007年4月23日    |
| 第4話 | 猫屋敷の相続人 | Nine Lives         | Sydney Macartney   | Lisa Holdsworth | 2007年4月30日    |
| 第5話 | 燃え残った正義 | Powerhouse         | Nicholas Laughland | J.C. Wilsher    | 2007年5月7日     |
| 第6話 | 埋められた秘密 | Buried Treasure    | Minkie Spiro       | Joe Ainsworth   | 2007年5月14日    |
| 第7話 | 父のプライド   | Father's Pride     | Nicholas Laughland | Lisa Holdsworth | 2007年5月21日    |
| 第8話 | 魔術師の死     | Big Topped         | Minkie Spiro       | Roy Mitchell    | 2007年5月28日    |

### 第5シーズン
| 話数  | 邦題                   | 原題                    | 監督           | 脚本                             | 初放送日（本国） |
| ----- | ---------------------- | ----------------------- | -------------- | -------------------------------- | ---------------- |
| 第1話 | 命の価値               | Spare Parts             | Martyn Friend  | Douglas Watkinson & Roy Mitchell | 2008年7月7日     |
| 第2話 | 予期せぬ幕切れ         | Final Curtain           | Julian Simpson | Chris Coghill                    | 2008年7月14日    |
| 第3話 | 花形DJの素顔           | A Face for Radio        | Martyn Friend  | Lisa Holdsworth                  | 2008年7月21日    |
| 第4話 | ロックバンドの栄光と影 | Loyalties and Royalties | Rob Evans      | Nicholas Hopkins                 | 2008年7月28日    |
| 第5話 | 幻のビター・ビール     | Couldn't Organise One   | Rob Evans      | Roy Mitchell                     | 2008年8月4日     |
| 第6話 | 催眠術のマジック       | Magic Majestic          | Julian Simpson | Paul Rutman                      | 2008年8月11日    |
| 第7話 | 虚構の楽園             | Communal Living         | Dermot Boyd    | Lisa Holdsworth                  | 2008年8月18日    |
| 第8話 | 戦士たちと家族の哀歌   | Mad Dogs                | Dermot Boyd    | Roy Mitchell                     | 2008年8月25日    |

### 第6シーズン
| 話数  | 邦題                         | 原題                          | 監督           | 脚本                              | 初放送日（本国） |
| ----- | ---------------------------- | ----------------------------- | -------------- | --------------------------------- | ---------------- |
| 第1話 | 覚めない悪夢                 | The War Against Drugs         | Martyn Friend  | Roy Mitchell                      | 2009年7月16日    |
| 第2話 | 真実はそこにある             | The Truth Is Out There        | Julian Simpson | Julian Simpson                    | 2009年7月23日    |
| 第3話 | 新たなる人生                 | Fresh Starts                  | Robin Shepperd | Lisa Holdsworth                   | 2009年7月30日    |
| 第4話 | 「シャドー・ショー」殺人事件 | Shadow Show                   | Julian Simpson | J.C.Wilsher                       | 2009年8月6日     |
| 第5話 | ”セールスマンの死”の謎       | Death of a Timeshare Salesman | Martyn Friend  | Matthew Thomas                    | 2009年8月13日    |
| 第6話 | 最後に笑う者                 | The Last Laugh                | Robin Shepperd | Nicholas Hopkins                  | 2009年8月20日    |
| 第7話 | 波間に消えた真実             | Blood is Thicker Than Water   | Martyn Friend  | Cameron McAllister & Roy Mitchell | 2009年8月27日    |
| 第8話 | 重なり合う過去               | Meat Is Murder                | Martyn Friend  | Roy Mitchell                      | 2009年9月3日     |

## 事件
- レギュラー出演者が脚本を批判

レギュラー出演者3名がシーズンを追って脚本がつまらなくなっていったと批判したため、途中で降板している。最終的には、オリジナルメンバー4名が全員降板している。